# Martialis heureka
Martialis heureka é uma espécie de formiga, sem olhos e possivelmente predadora subterrânea, endêmica do Brasil e único representante na subfamília Martialinae e no gênero Martialis.

## Habitat e ecologia
Ocorre na Amazônia, em túneis subterrâneos. Foi descrita em 2008, descoberta na sede da Embrapa Amazônia Ocidental, a 28 quilômetros da cidade de Manaus. Estudos morfológicos sugerem que Martialis é predadora e a combinação de ausência de olhos com suas mandíbulas especializada e ferrão que provavelmente injeta pouco veneno sugerem também que as suas presas são lentas.

## Taxonomia
A espécie descende diretamente das primeiras linhagens de formigas, segundo seus descobridores Christian Rabeling e Jeremy Brown, da Universidade do Texas, e Manfred Varhaagh, do Museu de História Natural de Karlsruhe. Análises posteriores revelaram que sua posição filogenética é próxima da sufamília Leptanillinae, mas que esta é o grupo irmão de todas as outras formigas.

## Ver rambém
- Brownimecia